# Filippos Petsalnikos
Filippos Petsalnikos (em grego: Φίλιππος Πετσάλνικος; Castória, 1 de dezembro de 1950 - Atenas, 13 de março de 2020) foi um advogado e político grego filiado ao Movimento de Socialistas Democratas.
Dentre os anos de 2009 a 2012, atuou como Presidente do Parlamento Helénico. Anteriormente chegar ao cargo, atuou como membro do Parlamento entre 1985 até 2009.
Foi membro do Movimento Socialista Pan-helénico (PASOK) por quase três décadas, sendo posteriormente  um dos fundadores do Movimento de Socialistas Democratas, juntamente com Geórgios Papandréu.

## Biografia

### Primeiros anos e formação acadêmica
Petsalnikos nasceu na vila Mavrochori, localizada na cidade de Castória, no ano de 1950. Formou-se no curso de Direito, tendo realizado estudos dentro da Grécia e no exterior, na Alemanha.

### Carreira política
No ano de 1985, foi eleito pela primeira vez para deputado no Parlamento Helénico pelo Movimento Socialista Pan-helénico (PASOK).
Dentre os cargos que ocupou inclui-se o de Ministro de Macedônia Oriental e Trácia entre 22 de outubro de 1996 e 30 de outubro de 1998,  Ministro da Ordem Pública entre 30 de outubro de 1998 e 19 de fevereiro de 1999 e Ministro da Justiça da Grécia entre 24 de outubro de 2001 e 10 de março de 2004.
Em 15 de outubro de 2009, foi eleito presidente do Parlamente Helénico com 168 votos dos 300 deputados que compõem o parlamento grego.
No dia 3 de janeiro de 2015, foi anunciado que Petsalnikos se juntaria ao ex-primeiro-ministro grego Geórgios Papandréu na saída do PASOK para fundar um novo partido, o Movimento de Socialistas Democratas.

### Vida pessoal
Petsalnikos foi casado com a advogada Mariele Biedendieck, responsável pela organização DKIZ, uma organização de autoajuda administrada por e para mulheres de língua alemã na Grécia. O casal teve três filhos. Petsalnikos era poliglota e falava grego, inglês e alemão.

## Morte
Petsalnikos morreu em Atenas, capital da Grécia, no dia 13 de março de 2020, aos setenta anos de idade. A causa da morte não foi divulgada pela família de Petsalnikos.